# Attributionsfehler
Attributionsfehler (auch Korrespondenzverzerrung, nach dem engl. correspondence bias) ist ein Begriff der Sozialpsychologie. Er bezeichnet die Neigung, den Einfluss dispositionaler Faktoren, wie Persönlichkeitseigenschaften, Einstellungen und Meinungen, auf das Verhalten anderer systematisch zu überschätzen und äußere Faktoren (situative Einflüsse) zu unterschätzen. Er ist so dominant, dass Lee Ross ihn 1977 sogar als „fundamentalen Attributionsfehler“ bezeichnete. Bei der Ursachenzuschreibung korrespondiert das Verhalten mit einer vermuteten Eigenschaft des Akteurs. Die erste Attributionstheorie, die diese Urteilsheuristik beschreibt, stammt von Fritz Heider (1958).
Erklärt man sich das Verhalten eines Menschen damit, dass er Mitglied einer sozialen Gruppe ist, spricht man seit Pettigrew (1979) vom „ultimativen Attributionsfehler“. Oft dient diese dispositionale Ursachenzuschreibung der Aufrechterhaltung von Vorurteilen („Er handelt so, weil er Ausländer ist“).

## Untersuchungen
- Edward E. Jones & Harris (1967) führten mit US-amerikanischen Probanden folgendes Experiment durch: Die Versuchspersonen waren Zuhörer eines Redners, der eine Rede verlas, die sich entweder für oder gegen Fidel Castro aussprach. Man unterteilte die Zuschauer per Zufall in zwei Gruppen: Die einen erhielten nachher die Information, dass dem Redner die Rede unabhängig von seinen persönlichen Ansichten zugewiesen worden war. Die anderen wurden informiert, dass der Redner die Rede (pro/contra Castro) selbst gewählt hatte. Beide Gruppen wurden danach befragt, wie stark die Rede die Einstellung des Redners widerspiegelt. Jene, die glaubten, der Redner hätte den Text selbst gewählt, waren überwiegend der Ansicht, die Rede spiegele des Redners Meinung wider. Dies war jedoch auch, wenn auch etwas schwächer, in der anderen Gruppe der Fall. Obwohl die Versuchspersonen also wussten, dass die Rede zugeteilt worden war, attribuierten sie dennoch intern.

- Ditto und Kollegen führten in den siebziger Jahren eine Untersuchung mit amerikanischen Männern durch. Die Versuchspersonen führten ein Gespräch mit einer Frau, die insgeheim eine Verbündete des Versuchsleiters war. Danach wurde ihnen erzählt, die Frau schreibe einen kurzen Bericht über den Eindruck, den die Versuchsperson auf sie gemacht hatte. Nachdem die Probanden diesen angeblichen Bericht lesen durften, sollten sie einschätzen, wie sympathisch sie der Frau waren. Vorher wurden sie per Zufall in zwei Gruppen aufgeteilt: Für die einen enthielt der Bericht nur negative, für die anderen nur positive Eindrücke.

Die Versuchsgruppe mit den negativen Berichten beachtete diese Kritik kaum, nachdem man ihnen offenbart hatte, dass die Frau eine Konfidentin war. Ihre Einschätzung, wie sympathisch die Frau sie fände, war nicht signifikant negativer als die einer Kontrollgruppe mit ausgewogenen Berichten. Sie attribuierten somit eher extern, also auf die Situation.
Jene Versuchspersonen, über die der Bericht nur positive Eindrücke enthielt, meinten jedoch trotz der Information, dass der Bericht manipuliert war, sie wären der Frau sehr sympathisch. Sie attribuierten demnach trotz der Information eher intern.
Diese Ergebnisse sind Belege für den fundamentalen Attributionsfehler und spiegeln gleichzeitig die selbstwertdienliche Verzerrung wider: Die Versuchspersonen attribuieren Misserfolg (negative Kritik) eher extern und Erfolg (positive Kritik) eher intern („da ich der Frau sympathisch bin“).
- Ross und Kollegen führten 1977 eine Untersuchung in den USA durch, in denen eine Quizshow inszeniert wurde. Die Versuchspersonen wurden zufällig einer von drei Rollen zugewiesen: Quizmaster, befragter Kandidat oder Zuschauer. Der Quizmaster bekam dann die Aufgabe, sich Aufgaben, die seinen eigenen „Wissensreichtum möglichst umfassend zeigen“, auszudenken. Diese Fragen sollte er dann dem Kandidaten stellen. Nach dem Quiz sollten alle drei Beteiligten den Wissenreichtum von Quizmaster und Befragtem einschätzen. Alle drei waren darüber informiert, dass der Quizmaster sich die Aufgaben selbst hatte überlegen dürfen. Trotzdem schätzten sowohl Zuschauer als auch Kandidaten den Wissensschatz des Quizmasters gegenüber dem des Kandidaten höher ein, obwohl der Quizmaster natürlich eindeutig im Vorteil war und Fragen entsprechend erfinden durfte. Obwohl der Eindruck des größeren Wissens des Quizmasters also auf situative Einflüsse zurückzuführen ist, attribuierten die Versuchspersonen stärker intern und begingen damit den fundamentalen Attributionsfehler.

## Ursachen

### Aufmerksamkeit
Aufmerksamkeit ist eine beschränkte Ressource. Wenn wir die Ursache für das Verhalten eines Menschen ergründen wollen, richten wir die meiste Aufmerksamkeit auf diesen Menschen. Darum neigt man dazu, dispositionale, in der Person gelegene Ursachen zu überschätzen. Weiterhin sind die externen Ursachen zum Zeitpunkt des Verhaltens oft nicht mehr vorhanden oder nicht sichtbar, oder ihre Wirkung auf den Akteur ist schwer zu beurteilen.

### Perzeptuelle Salienz
Taylor und Fiske (1975) zeigten, dass saliente, also auffällige Objekte einen großen Einfluss darauf haben, welche Ursachenzuschreibungen wir vornehmen. Sie platzierten Beobachter so um zwei diskutierende Akteure, dass sie entweder nur dem einen, nur dem anderen oder beiden gleich gut ins Gesicht sehen konnten. Wer nur einen Akteur sehen konnte, beschrieb ihn anschließend als denjenigen, der die Gesprächsthemen bestimmt und die Diskussion dominiert habe.

### Zwei-Stufen-Prozess
Als Urteilsheuristik wird der Attributionsfehler schnell, unbewusst und automatisch begangen. Nur wer motiviert ist und freie Ressourcen (Zeit, Konzentration) hat, schaltet um auf bewusstes, kontrolliertes Denken und stellt die interne Attribution in Frage. Doch selbst dann unterliegen wir einer weiteren Urteilsverzerrung, nämlich der Ankerheuristik, die dazu führt, dass wir jetzt nicht objektiv urteilen, sondern lediglich die erste Fehleinschätzung etwas in Richtung externer Einflüsse verschieben – meist jedoch nicht weit genug.

### Kultureinfluss
Menschen in eher kollektivistischen Kulturen, wie sie im asiatischen Raum zu finden sind, machen den Attributionsfehler seltener, falls situative Faktoren klar erkennbar sind. Wenn Menschen aus kollektivistischen Kulturen keine situativen Informationen erhalten, neigen auch sie zu einer internen Attribution, also einer Korrespondenzverzerrung.

## Interventionen
Wenn man Personen, die gerade eine Korrespondenzverzerrung haben, bittet, sich mehr auf die Situation zu fokussieren, und dementsprechend weniger über die Person nachzudenken, kann dies dazu führen, dass Handlungen eher auf die Situation, als auf die Person attribuiert werden, wodurch ein „fundamentaler Attributionsfehler“ verhindert werden kann.

## Akteur-Beobachter-Unterschied
Während situative Faktoren für Beobachter oft nicht erkennbar sind, sind sie dem Akteur sehr wohl bekannt. Auch ist die Aufmerksamkeit für gewöhnlich nach außen, auf die Situation gerichtet. Daher wird der Attributionsfehler nur bei der Erklärung des Verhaltens anderer gemacht.

## Selbstwertdienliche Attributionen
Menschen sind stark motiviert, ihr Selbstwertgefühl gegen Bedrohungen zu verteidigen, daher neigen sie dazu, eigene Erfolge eher intern, Misserfolge eher extern zu attribuieren, insbesondere wenn keine Hoffnung auf Leistungsverbesserung besteht. Diese Art Attributionsfehler wird auch selbstwertdienliche Verzerrung genannt. Menschen wollen auf andere Menschen einen guten Eindruck machen. Wenn sie nach den Ursachen für einen Erfolg oder Misserfolg gefragt werden, antworten sie wie bei selbstwertdienlichen Attributionen.

## Verschwörungstheorien
Nach dem amerikanischen Philosophen Steven Clarke ist der fundamentale Attributionsfehler die Ursache dafür, dass Anhänger von Verschwörungstheorien ihre Überzeugung, hinter einem bestimmten Ereignis stecke das böswillige, geheime Handeln einer Verschwörergruppe, auch dann nicht aufgeben, wenn sich diese These nur noch zu hohen sozialen oder intellektuellen Kosten aufrechterhalten lässt. Sie müssten dann zugeben, dass situative Faktoren wichtiger sind als dispositionale: Dass also zum Beispiel die Beharrlichkeit, mit der amerikanische Behörden sich weigern, den Absturz eines UFOs 1947 in Roswell, New Mexico zu diskutieren, nicht auf ihre Neigung zu verschwörerischem, paternalistischem Verhalten zurückzuführen ist, sondern auf den situativen Faktor, dass da gar kein UFO abgestürzt ist.